# Crancey
Crancey és un municipi francès situat al departament de l'Aube i a la regió del Gran Est. L'any 2007 tenia 814 habitants.

## Demografia

### Població
El 2007 la població de fet de Crancey era de 814 persones. Hi havia 336 famílies de les quals 92 eren unipersonals (44 homes vivint sols i 48 dones vivint soles), 116 parelles sense fills, 104 parelles amb fills i 24 famílies monoparentals amb fills.
La població ha evolucionat segons el següent gràfic:
Habitants censats

### Habitatges
El 2007 hi havia 391 habitatges, 336 eren l'habitatge principal de la família, 26 eren segones residències i 29 estaven desocupats. 352 eren cases i 38 eren apartaments. Dels 336 habitatges principals, 227 estaven ocupats pels seus propietaris, 106 estaven llogats i ocupats pels llogaters i 3 estaven cedits a títol gratuït; 12 tenien dues cambres, 79 en tenien tres, 119 en tenien quatre i 125 en tenien cinc o més. 249 habitatges disposaven pel capbaix d'una plaça de pàrquing. A 154 habitatges hi havia un automòbil i a 148 n'hi havia dos o més.

### Piràmide de població
La piràmide de població per edats i sexe el 2009 era:
| Homes | Edats   | Dones |
| ----- | ------- | ----- |
| 0     | 95 o +  | 0     |
| 8     | 90 a 94 | 0     |
| 0     | 85 a 89 | 4     |
| 4     | 80 a 84 | 4     |
| 20    | 75 a 79 | 16    |
| 20    | 70 a 74 | 28    |
| 32    | 65 a 69 | 12    |
| 20    | 60 a 64 | 32    |
| 24    | 55 a 59 | 24    |
| 36    | 50 a 54 | 44    |
| 20    | 45 a 49 | 28    |
| 28    | 40 a 44 | 28    |
| 40    | 35 a 39 | 12    |
| 44    | 30 a 34 | 32    |
| 44    | 25 a 29 | 24    |
| 17    | 20 a 24 | 4     |
| 24    | 15 a 19 | 24    |
| 24    | 10 a 14 | 20    |
| 28    | 5 a 9   | 28    |
| 12    | 0 a 4   | 24    |

## Economia
El 2007 la població en edat de treballar era de 512 persones, 370 eren actives i 142 eren inactives. De les 370 persones actives 330 estaven ocupades (178 homes i 152 dones) i 40 estaven aturades (20 homes i 20 dones). De les 142 persones inactives 49 estaven jubilades, 47 estaven estudiant i 46 estaven classificades com a «altres inactius».

### Ingressos
El 2009 a Crancey hi havia 340 unitats fiscals que integraven 816 persones, la mediana anual d'ingressos fiscals per persona era de 17.079 €.

### Activitats econòmiques
Dels 22 establiments que hi havia el 2007, 1 era d'una empresa extractiva, 1 d'una empresa alimentària, 4 d'empreses de fabricació d'altres productes industrials, 5 d'empreses de construcció, 4 d'empreses de comerç i reparació d'automòbils, 1 d'una empresa d'hostatgeria i restauració, 2 d'empreses de serveis, 3 d'entitats de l'administració pública i 1 d'una empresa classificada com a «altres activitats de serveis».
Dels 6 establiments de servei als particulars que hi havia el 2009, 1 era un taller de reparació d'automòbils i de material agrícola, 1 paleta, 1 fusteria, 1 lampisteria i 2 electricistes.
Dels 2 establiments comercials que hi havia el 2009, 1 era una botiga de menys de 120 m² i 1 una fleca.
L'any 2000 a Crancey hi havia 6 explotacions agrícoles.

## Equipaments sanitaris i escolars
El 2009 hi havia una escola elemental integrada dins d'un grup escolar amb les comunes properes formant una escola dispersa.

## Poblacions més properes
El següent diagrama mostra les poblacions més properes.